# تغير كيميائي

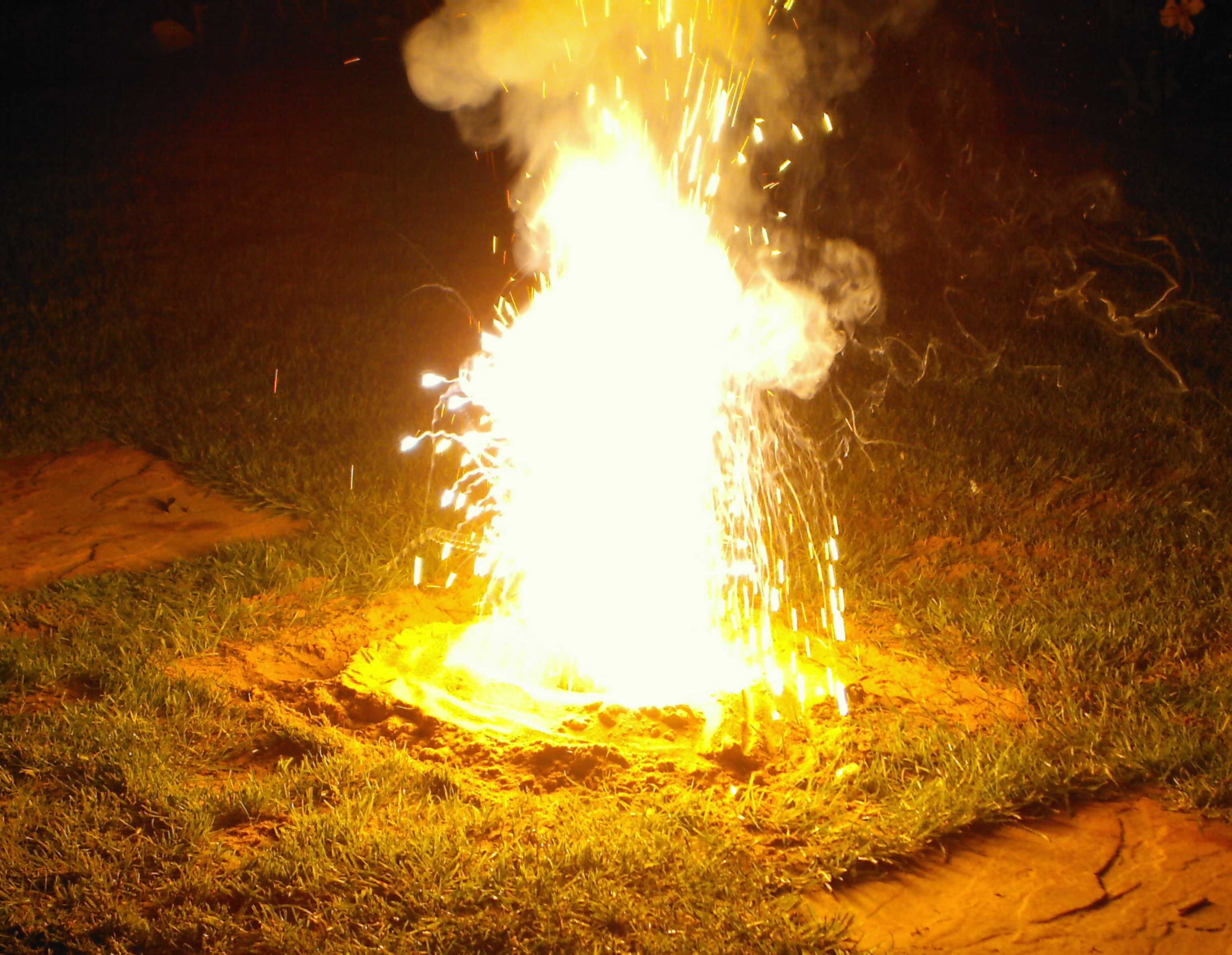

التغير الكيميائي هو التغير الذي يطرأ عندما تتحد مادة مع أخرى لتكوين مادة جديدة، فيما يسمى الاصطناع أو الذي ينتج عن التحلل الكيميائي لمادة إلى مادتين أو أكثر مختلفات. تسمى تلك العمليات بالتفاعلات الكيميائية وغالبًا ما تكون غير انعكاسية، إلا عن طريق تفاعلات كيميائية أخرى. تنتج بعض التفاعلات حرارة، فتسمى تفاعلات طاردة للحرارة، وبعضها يحتاج للحرارة ليتم فيسمى تفاعل ماص للحرارة.
التغير الكيميائي التغير الذي يطرأ على التركيب الأصلي للمادة منتجا مادة جديدة ذات خصائص مختلفة و لا يمكن استعادة المادة الأصلية مثل : تعفن الأطعمة ، احتراق الخشب ، صدأ الحديد ، تحلل بعض الأجسام العضوية إلخ .